# Смуток (теорія рішень)
Сму́ток (англ. regret) — це негативна емоція, яка виникає при з'ясуванні того, що альтернативний напрямок дій призвів би до сприятливішого результату. Теорія неприйняття́ сму́тку (англ. regret aversion), або запобіга́ння сму́ткові (англ. anticipated regret) передбачає, що при стиканні з необхідністю ухвалення рішення особи можуть запобігати можливості відчуття смутку після того, як невизначеність буде розкрито, і відтак включають до свого вибору власне бажання виключити або знизити таку можливість.

## Теорія смутку
Теорія смутку моделює вибір за невизначеності із взяттям до уваги ефекту запобігання смуткові. Первісно її було розроблено одночасно Ґремом Лумзом та Робертом Саґденом, Девідом Беллом та Пітером Фішборном, і потім вдосконалено декількома іншими авторами.
Загалом, ці моделі включають до функції корисності член смутку, який залежить негативно від реалізованого результату, і позитивно від найкращого альтернативного результату для заданого розкриття невизначеності. Цей член смутку зазвичай є зростаючою неперервною невід'ємною функцією, яку віднімають від традиційного показника корисності (англ. utility index). Вподобання такого роду завжди порушують транзитивність у традиційному сенсі, хоча більшість задовольняє слабшу версію.

## Підтвердження
Важливість цього ефекту підтверджують декілька експериментів, як зі спонукальним, так і з гіпотетичним вибором.
Експерименти з аукціонами першої ціни показують, що при маніпулюванні зворотним зв'язком, який очікують отримати учасники, спостерігаються значні відмінності в середніх ставках. Зокрема, «смуток невдахи» (англ. "loser's regret") може бути викликано шляхом розкриття виграшної ставки всім учасникам аукціону, і відтак розкриття тим, хто програв, чи могли б вони зробити вигоду, і якою вона могла би бути (учасниця, яка мала оцінку $50, поставила $30, і з'ясувала, що виграшною ставкою була $35, також зрозуміє, що вона могла би надбати практично $15, поставивши хоч трохи вище за $35). Це, в свою чергу, робить реальною можливість засмучення, і якщо покупці правильно запобігають цьому, вони будуть схильні робити вищі ставки, ніж у випадку, коли зворотній зв'язок про виграшну ставку не надається, щоби знизити можливість засмучення.
В рішеннях стосовно лотерей експерименти також надають свідчення, що підтверджують запобігання смуткові. Як і в випадку аукціонів першої ціни, відмінність у зворотному зв'язку про розкриття невизначеності може спричиняти можливість засмучення, і якщо його запобігають, це може викликати відмінні вподобання. Наприклад, при стиканні з вибором між гарантованими $40 та підкиданням монети, яке дасть $100, якщо результат буде вгадано правильно, й $0 в іншому випадку, альтернативна виплата мінімізує не лише ризик, а й можливість засмучення, оскільки зазвичай монета в цьому випадку не підкидається (і відтак невизначеність не розкривається), тоді як якщо обрано підкидання монети, то результат, який виплачує $0, спричинить засмучення. Якщо монета підкидається незалежно від обраного варіанту, то альтернативна виплата буде відомою завжди, й тоді такого вибору, який усунув би можливість засмучення, не існує.

### Уникнутий смуток та пережитий смуток
Люди схильні переоцінювати смуток, якого вдалося запобігти, як для варіантів вибору, так і для дій, за які вони відчувають себе відповідальними. Люди особливо схильні переоцінювати смуток, який вони відчують, якщо впустять бажаний результат, будучи зовсім близько від нього. В одному з досліджень регулярні пасажири передбачали, що вони відчули би більший смуток, якби запізнилися на потяг на 1 хвилину, ніж якби вони запізнилися, наприклад, на 5 хвилин, але пасажири, які дійсно запізнилися на свій потяг на 1 або 5 хвилин відчували (однаковий і) менший смуток, ніж передбачали. Виявилося, що пасажири переоцінювали смуток, який вони би відчули, якби запізнилися на потяг з невеликим відхиленням, оскільки вони були схильні недооцінювати міру, до якої вони приписували би запізнення на потяг зовнішнім причинам (наприклад, забуванню свого гаманця, або менш тривалому перебуванню в душі).

## Застосування
Крім традиційної постановки вибору в лотереях, неприйняття смутку пропонувалося як пояснення, серед іншого, для звично спостережуваних підвищення ставок в аукціонах першої ціни та ефекту диспозиції.

## Мінімаксний смуток
Підхід мінімаксного смутку полягає в мінімізуванні смутку в найгіршому випадку. Метою цього є працювати якомога ближче до оптимального курсу. Оскільки мінімаксний критерій тут застосовується до смутку (різниці або співвідношення винагород), а не до самої винагороди, він є не таким песимістичним, як первинний мінімаксний підхід. Аналогічні підходи застосовувалися в ряді областей, таких як:
- Перевірка статистичних гіпотез
- Прогностика
- Економіка

Однією з переваг мінімаксу (перед очікуваним смутком) є його незалежність від імовірностей різних результатів: таким чином, якщо смуток можливо точно обчислити, то можна надійно застосовувати мінімаксний смуток. Проте ймовірності результатів оцінювати важко.
Це відрізняється від стандартного мінімаксного підходу тим, що використовує різниці або співвідношення між результатами, і відтак вимагає вимірювання відрізків або співвідношень, так само як і порядкового вимірювання (ранжування), як у стандартному мінімаксі.

### Приклад
Припустімо, що інвестор має вибрати між інвестуванням в акції, облігації або в грошовий ринок, і загальна віддача залежить від того, що станеться з відсотковими ставками. Наступна таблиця показує деякі з можливих віддач:
| Віддача          | Відсоткові ставки зростають | Ставки незмінні | Відсоткові ставки падають | Найгірша віддача |
| ---------------- | --------------------------- | --------------- | ------------------------- | ---------------- |
| Акції            | −4                          | 4               | 12                        | −4               |
| Облігації        | −2                          | 3               | 8                         | −2               |
| Грошовий ринок   | 3                           | 2               | 1                         | 1                |
| Найкраща віддача | 3                           | 4               | 12                        |                  |

Вибором грубого максимінного методу на основі віддач було би інвестувати в грошовий ринок, забезпечуючи віддачу хоча би в 1. Проте, якщо відсоткові ставки впадуть, то пов'язаний з цим вибором смуток буде великим. Це буде 11, що є різницею між 12, яку було би отримано, якби результат було відомо заздалегідь, та отриманою 1. Змішаний портфель з близько 11.1 % акцій та 88.9 % грошового ринку забезпечив би віддачу щонайменше в 2.22; але якщо відсоткові ставки впадуть, то буде смуток приблизно в 9.78.
Таблиця смутку для цього прикладу, побудована відніманням фактичних віддач від найкращих, є такою:
| Смуток         | Відсоткові ставки зростають | Ставки незмінні | Відсоткові ставки падають | Найгірший смуток |
| -------------- | --------------------------- | --------------- | ------------------------- | ---------------- |
| Акції          | 7                           | 0               | 0                         | 7                |
| Облігації      | 5                           | 1               | 4                         | 5                |
| Грошовий ринок | 0                           | 2               | 11                        | 11               |

Отже, при застосуванні мінімаксного вибору на основі смутку найкращим напрямком було би інвестувати в облігації, забезпечуючи смуток не гірше за 5. Змішаний інвестиційний портфель міг би бути ще кращим: 61.1 % інвестицій в акції та 38.9 % в грошовий ринок дали би смуток не гірше за приблизно 4.28.

## Приклад: Постановка лінійного оцінювання
Нижче наведено приклад того, як поняття смутку може використовуватися для розробки лінійного оцінювача. В цьому прикладі задачею є побудувати лінійний оцінювач скінченновимірного параметричного вектора {\displaystyle x} з його зашумленого лінійного вимірювання з відомою структурою коваріації шуму. Втрати відбудови {\displaystyle x} вимірюються застосуванням середньоквадратичної похибки (СКП, англ. mean-squared error, MSE). Відомо, що невідомий вектор параметрів лежить в еліпсоїді {\displaystyle E} з центром в нулі. Смуток визначається як різниця між СКП лінійного оцінювача, який не знає параметру {\displaystyle x}, та СКП лінійного оцінювача, який знає {\displaystyle x}. Також, оскільки оцінювач обмежено бути лінійним, в останньому випадку нульової СКП досягнуто бути не може. В цьому випадку розв'язання задачі опуклої оптимізації дає оптимальний мінімаксно-смутко-зувальний лінійний оцінювач, який можна побачити з наступного доводу.
Згідно припущень, спостережуваний вектор {\displaystyle y} та невідомий детерміністичний параметричний вектор {\displaystyle x} пов'язано лінійною моделлю
{\displaystyle y=Hx+w}
де {\displaystyle H} є відомою матрицею {\displaystyle n\times m} з повним стовпчиковим рангом {\displaystyle m}, а {\displaystyle w} є випадковим вектором з нульовим середнім значенням та відомою матрицею коваріації {\displaystyle C_{w}}.
Нехай
{\displaystyle {\hat {x}}=Gy}
є лінійною оцінкою {\displaystyle x} з {\displaystyle y}, де {\displaystyle G} є якоюсь матрицею {\displaystyle m\times n}. СКП цього оцінювача задається як
{\displaystyle MSE=E\left(||{\hat {x}}-x||^{2}\right)=Tr(GC_{w}G^{*})+x^{*}(I-GH)^{*}(I-GH)x.}
Оскільки СКП явно залежить від {\displaystyle x}, її не може бути мінімізовано безпосередньо. Натомість для визначення лінійного оцінювача з доброю продуктивністю СКП може бути застосовано поняття смутку. Для визначення тут смутку розгляньмо лінійний оцінювач, який знає значення параметру {\displaystyle x}, тобто, матриця {\displaystyle G} може явно залежати від {\displaystyle x}:
{\displaystyle {\hat {x}}^{o}=G(x)y.}
СКП {\displaystyle {\hat {x}}^{o}} є
{\displaystyle MSE^{o}=E\left(||{\hat {x}}^{o}-x||^{2}\right)=Tr(G(x)C_{w}G(x)^{*})+x^{*}(I-G(x)H)^{*}(I-G(x)H)x.}
Для знаходження оптимальної {\displaystyle G(x)}, {\displaystyle MSE^{o}} диференціюється за {\displaystyle G}, і її похідна прирівнюється до 0, що дає
{\displaystyle G(x)=xx^{*}H^{*}(C_{w}+Hxx^{*}H^{*})^{-1}.}
Тоді, із застосуванням леми про обернення матриці
{\displaystyle G(x)={\frac {1}{1+x^{*}H^{*}C_{w}^{-1}Hx}}xx^{*}H^{*}C_{w}^{-1}.}
Підставляючи цю {\displaystyle G(x)} назад до {\displaystyle MSE^{o}}, отримуємо
{\displaystyle MSE^{o}={\frac {x^{*}x}{1+x^{*}H^{*}C_{w}^{-1}Hx}}.}
Це є найменшою СКП, якої можна досягти лінійним оцінювачем, який знає {\displaystyle x}. На практиці цієї СКП досягнуто бути не може, але вона слугує обмеженням для оптимальної СКП. Смуток від застосування лінійного оцінювача, заданого матрицею {\displaystyle G}, дорівнює
{\displaystyle R(x,G)=MSE-MSE^{o}=Tr(GC_{w}G^{*})+x^{*}(I-GH)^{*}(I-GH)x-{\frac {x^{*}x}{1+x^{*}H^{*}C_{w}^{-1}Hx}}.}
Підходом мінімаксного смутку тут є звести до мінімуму смуток у найгіршому випадку, тобто, {\displaystyle \sup _{x\in E}R(x,G).} Це уможливить продуктивність, якомога ближчу до найкращої продуктивності, якої можна було би досягти за найгіршого випадку параметра {\displaystyle x}. Хоч ця задача й здається складною, вона є примірником опуклої оптимізації, й, зокрема, чисельний розв'язок може обчислюватися ефективно. Докладніше див. Ельдара, Бен-Таля й Немировського (2004). Подібні ідеї можуть застосовуватися й тоді, коли {\displaystyle x} є випадковим із невизначеністю в коваріаційній матриці. Про це див. Ельдара і Мергава (2004) та Ельдара і Мергава (2005).